# Landschaftsschutzgebiet Bremker Bach

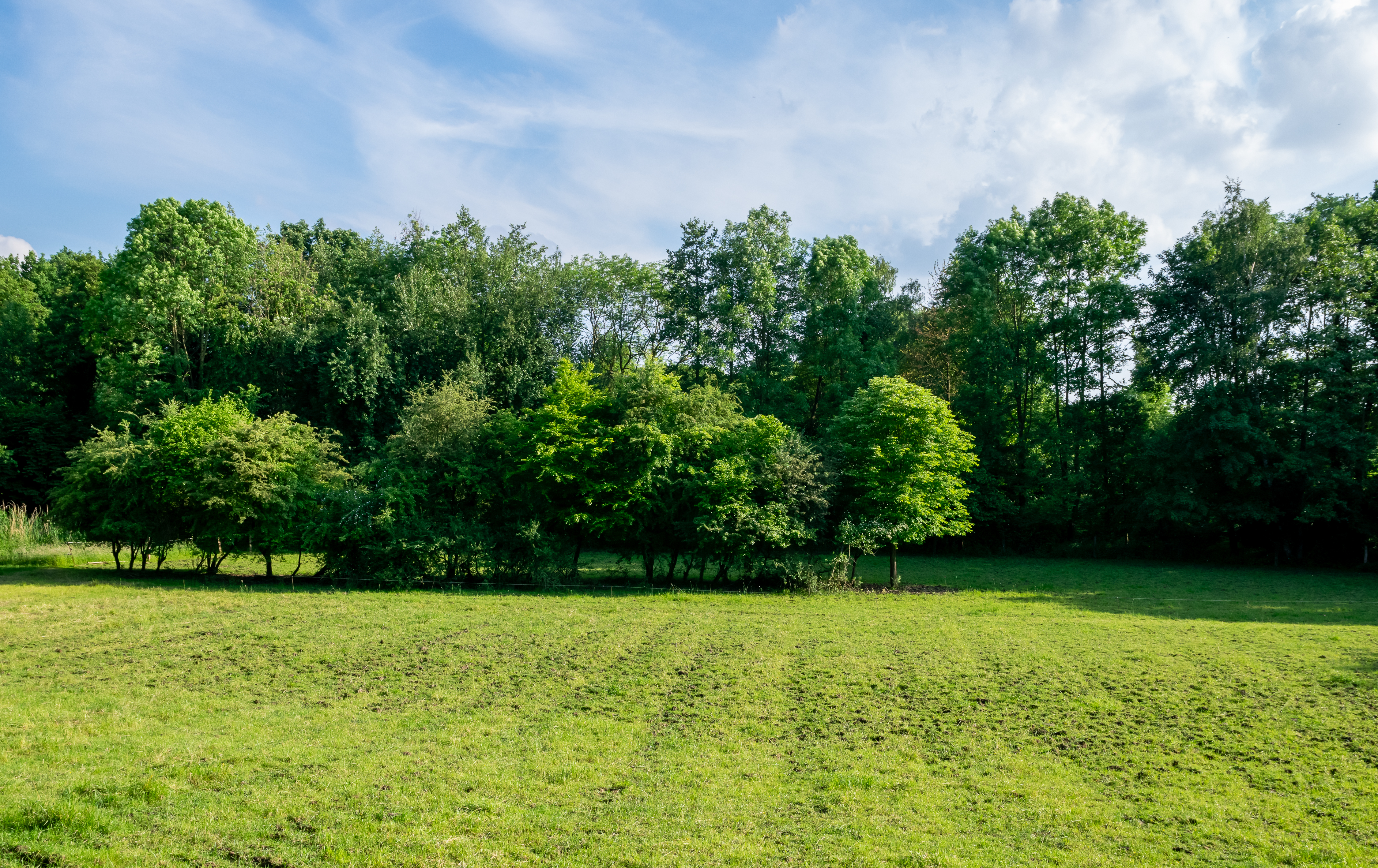
Weidefläche im Landschaftsschutzgebiet

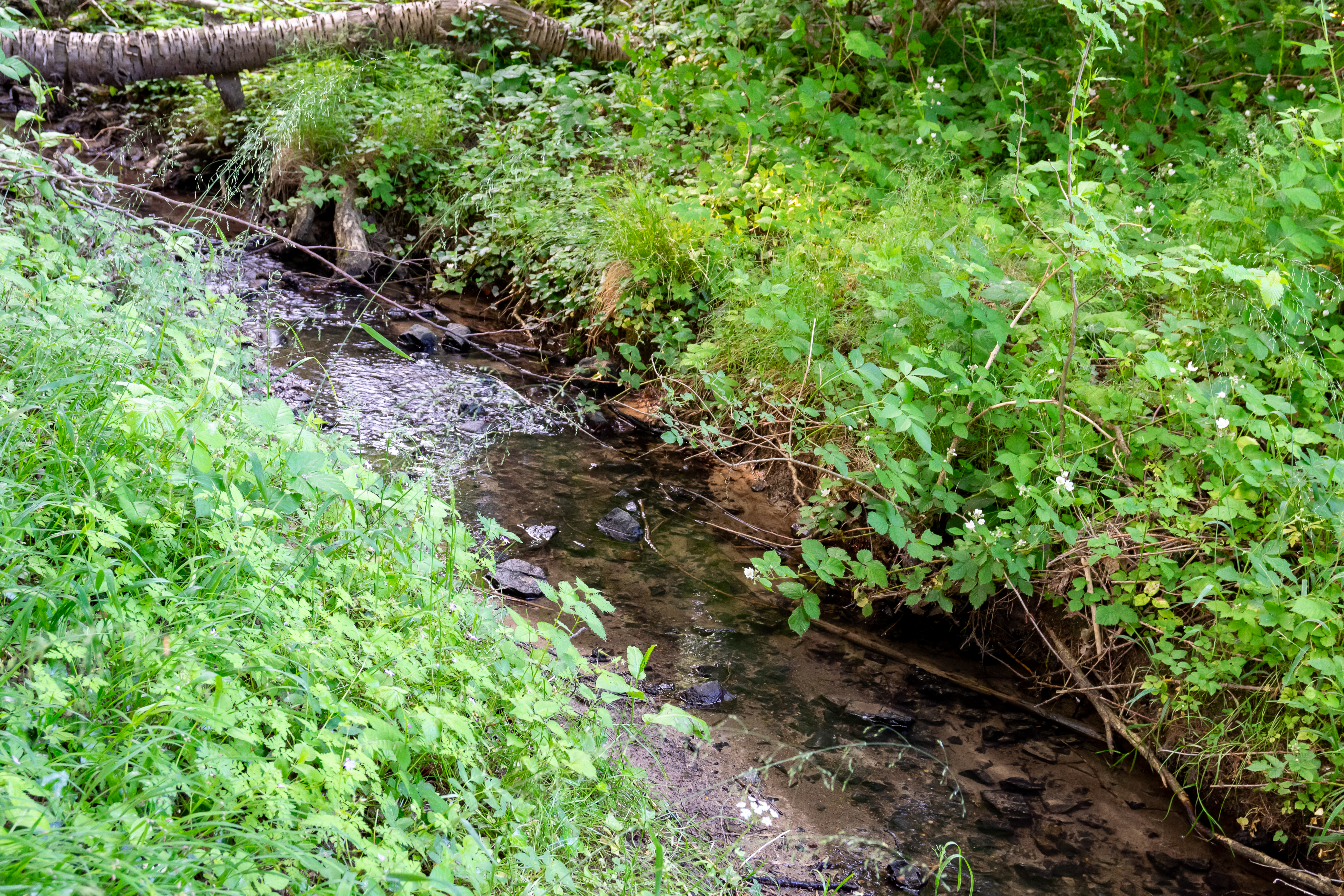
Bremker Bach

Das Landschaftsschutzgebiet Bremker Bach mit etwa 13 ha Flächengröße liegt bei Oettern-Bremke im Stadtgebiet von Detmold. Es wurde 2006 mit dem Landschaftsplan Detmold durch den Kreistag des Kreises Lippe als Landschaftsschutzgebiet (LSG) ausgewiesen. Das LSG grenzt teils an die Bebauung. 

## Beschreibung
Das LSG umfasst das Tal des Bremker Baches mit etwa 600 Metern länge. Am Bremker Bach stehen Erlen-Ufergehölze. Der naturnahe Bach ist im unteren Teil etwa 2,5 m breit und hat eine steinig-kiesige Sohle. Zum Wert des Schutzgebietes führt der Landschaftsplan aus: „Dieses Tal hat eine besondere Bedeutung durch das Vorkommen seltener Biotoptypen sowie als Element des Biotopverbundes.“

## Schutzzwecke für das LSG
Laut Landschaftsplan erfolgte die Ausweisung des LSG
- „zur Erhaltung und Wiederherstellung der Leistungsfähigkeit des Naturhaushaltes in ökologisch besonders wertvoll strukturierten Bereichen mit Wasser-, Klima- und Biotopschutzfunktionen,“
- „zur Erhaltung und Wiederherstellung von Quellbereichen und naturnahen Fließgewässern, Wald- und Grünlandbereichen unterschiedlicher Feuchtestufen, Feldgehölzen, Hecken und Obstwiesen,“
- „zur Erhaltung morphologisch ausgeprägter Bereiche zur Sicherung der landschaftlichen Eigenart und Vielfalt für die Erholung,“
- „zur Erhaltung wertvoller Biotopkomplexe aus Wald-Grünlandbereichen, Fließgewässern und Quellen sowie Biotopen nach § 62 LG mit wichtigen Refugial-, Puffer-, Trittstein- und Vernetzungsfunktionen,“
- „zur Erhaltung und Wiederherstellung wichtiger Rückzugsräume für die bedrohte Tier- und Pflanzenwelt,“
- „zur Sicherung der das Orts- und Landschaftsbild gliedernden und belebenden und die dörflichen Siedlungsstrukturen prägenden Freiraumelemente.“[1]

## Rechtliche Vorschriften
Im Landschaftsschutzgebiet ist unter anderem das Errichten von Bauten und Fischteichen verboten. Grün- und Brachland darf nicht in eine andere Nutzungsart umgewandelt oder umgebrochen werden.